# Premio Eli Lilly de Química Biológica
El Eli Lilly Award in Biological Chemistry es un reconocimiento instaurado en 1934, que consiste en una medalla de bronce y una ayuda económica, cuyo propósito es estimular la investigación en el área de la Química biológica entre científicos no mayores de treinta y ocho años de edad. El premio es administrado por la sección de Química Biológica de la American Chemical Society.

## Premiados
- 1935 – William M. Allen

- 1937 – Harold S. Alcott

- 1938 – Abraham White

- 1939 – George Wald

- 1940 – Eric G. Ball

- 1941 – David Rittenberg

- 1942 –  Earl A. Evans, Jr.

- 1943 – Herbert E. Carter

- 1944 – Joseph S. Fruton

- 1945 – Max A. Lauffer

- 1946 – John D. Ferry

- 1947 – Sidney Colowick

- 1948 – Dilworth Woodley

- 1949 – Irving M. Klotz

- 1950 – William Shive

- 1951 – John M. Buchanan

- 1952 – David M. Bonner

- 1953 – Nathan O. Kaplan

- 1954 – Harvey A. Itano

- 1955 – William F. Neuman

- 1956 – Robert A. Alberty

- 1957 – Harold A. Scheraga

- 1958 – Lester J. Reed

- 1959 – Paul Berg

- 1960 – James D. Watson

- 1961 – Frederick Crane

- 1962 – Jerard Hurwitz

- 1963 – William P. Jencks

- 1964 – Bruce N. Ames

- 1965 – Gerald M. Edelman

- 1966 – Phillips W. Robbins

- 1967 – Gordon G. Hammes

- 1968 – Charles C. Richardson

- 1969 – Mario R. Capecchi

- 1970 – Lubert Stryer

- 1971 – David F. Wilson

- 1972 – Bruce M. Alberts

- 1973 – C. Fred Fox

- 1974 – James E. Dahlberg

- 1975 – Mark Ptashne

- 1976 – Joan A. Steitz

- 1977 – Robert G. Roeder

- 1978 – Charles R. Cantor

- 1979 – Christopher T. Walsh

- 1980 – Phillip A. Sharp

- 1981 – Roger D. Kornberg

- 1982 – Harold M. Weintraub

- 1983 – Richard Axel

- 1984 – David V. Goeddel

- 1985 – Gerald M. Rubin

- 1986 – James E. Rothman

- 1987 – Jacqueline K. Barton

- 1988 – Peter Walter

- 1989 – Michael M. Cox

- 1990 – George L. McLendon

- 1991 – Peter G. Schultz

- 1992 – William DeGrado

- 1993 – Stuart L. Schreiber

- 1994 – Peter S. Kim

- 1995 – Jeremy Berg

- 1996 – Gregory L. Verdine

- 1997 – Alanna Schepartz

- 1998 – John Kuriyan

- 1999 – Chaitan Khosla

- 2000 – Xiaodong Wang

- 2001 – Jennifer Doudna

- 2002 – Kevan M. Shokat

- 2003 – Andreas Matouschek

- 2004 – Benjamin Cravatt III

- 2005 – Dewey G. McCafferty

- 2006 – Linda Hsieh-Wilson

- 2007 – Anna K. Mapp

- 2008 – Paul J. Hergenrother

- 2009 – Scott K. Silverman

- 2010 – Alice Y. Ting

- 2011 – Nathanael Gray

- 2012 – Christopher J. Chang

- 2013 – Matthew D. Disney

- 2014 – Yi Tang